# Josef Lacina
Josef Lacina (2. srpna 1850 Malín — 21. června 1908 Rožďalovice) byl český středoškolský profesor, historik, spisovatel, ale i příležitostný básník a dramatik. V letech 1875–95 vyučoval na gymnáziu ve Slaném a z dějin tohoto města čerpal náměty pro řadu článků, studií a historických povídek. Vědecké práce podepisoval svým jménem, beletrii pod pseudonymem Kolda Malínský. Jeho dílo bylo ve své době populární a oceňované pro vlastenectví, vytříbený styl a hluboké znalosti autora.
Na jeho památku je jedna z malínských ulic pojmenována Koldova.

## Život
Narodil se 2. srpna 1850 v Malíně u Kutné Hory. V letech 1862–67 studoval na gymnáziu v Hradci Králové, poté přešel na pražské akademické gymnázium. Roku 1871 byl přijat na filosofickou fakultu, kde vystudoval historii.
V roce 1875 nastoupil jako suplující učitel na piaristickém gymnáziu ve Slaném. Od roku 1877 pracoval krátce v téže pozici na gymnáziu v Kutné Hoře, ale již následujícího léta se vrátil do Slaného, kde mezitím místní gymnázium převzalo do správy město a Lacina byl přijat jako řádný učitel. Pobyt zde jej velmi ovlivnil – z bohatých dějin Slaného čerpal zdroje pro množství odborných i uměleckých textů.
Roku 1895 se stal profesorem na c. k. vyšší reálce v Praze a zároveň konzervátorem c. k. ústřední komise pro okresy Louny, Rakovník, Podbořany a Slaný. Většinu času věnoval vyučování, výzkumu a literární tvorbě; veřejného dění se neúčastnil.
Zemřel 21. června 1908 v Rožďalovicích a byl pohřben na místním hřbitově.

## Dílo
Josef Lacina byl autorem řady odborných článků, studií a historických povídek, ale příležitostně psal i humoresky, básně a divadelní hry. Jeho povídky byly ve své době oblíbené u čtenářů a oceňované pro vlasteneckou vroucnost a slohovou dokonalost, i když kritika nacházela i nedostatky (např. přílišnou rozvláčnost, nedostatečný důraz na psychologii postav). Projevují se v nich autorovy odborné znalosti a badatelská pečlivost. Inspirovala jej regionální historie Slaného, podobně jako Zikmunda Wintra Rakovnicko. Vědecké práce podepisoval vlastním jménem, beletrii pod pseudonymem Kolda Malínský.
K jeho prvním pracím patří básně (Růže srdce, Znělka), zveřejněné ve Světozoru r. 1872. O rok později napsal komedie Tatínkovy juchty a Sultánova smrt. K jeho dalším časopisecky vydaným pracím patří např.:
- Matějové z Matějova (Svobodný občan 1876), humoreska
- Lesní růže (Světozor 1876), historická povídka
- O posvícení (Koleda 1877), historická povídka
- O vývoji českého školství (Škola a obec 1878), historické pojednání
- O zajících a žábách (Svity 1880), báseň
- O Vršovcích (program slánského gymnázia 1881)
- Škola ve Slaném (program slánského gymnázia 1882)
- Požár ve Slaném r. 1634 (Osvěta 1882), historická studie
- Polské kněžny na trůně českém (Slovanský sborník 1883), přeloženo i do polštiny

Knižně vyšly např.:
- Lidiada : komický epos ve třech odděleních (1874), parodie na Homérovy básně[2]
- Amazonka na útěku (historická veselohra, po r. 1881)
- Kronika : historické obrázky Koldy Malínského (1883–4)
- Paměti královského města Slaného. Díl I., Za svobody i v porobě (1885)
- Ze starých pamětí (1887), formou kroniky vyprávěné příběhy z počátku třicetileté války, kdy se město Slaný přidalo ke stavovskému povstání a po jeho porážce bylo přísně potrestáno. Kritika knize vyčítala šablonovitost a nedostatečnou psychologii postav a přílišnou rozvláčnost.[5]
- Slanské obrázky : historické povídky (1890)
- Česká kronika (1893 s reedicemi), rozsáhlé populárně naučné dílo[4]
- Obecná kronika, čili, Vypravování o národech vzdělaných od dob nejstarších až po naše časy (1898–1903)
- Maria z Magdaly : dějepisný obraz z dob Kristových (1901)